# Leynar
Leynar (dánul: Lejnum) település Feröer Streymoy nevű szigetén. Közigazgatásilag Kvívík községhez tartozik.

## Földrajz

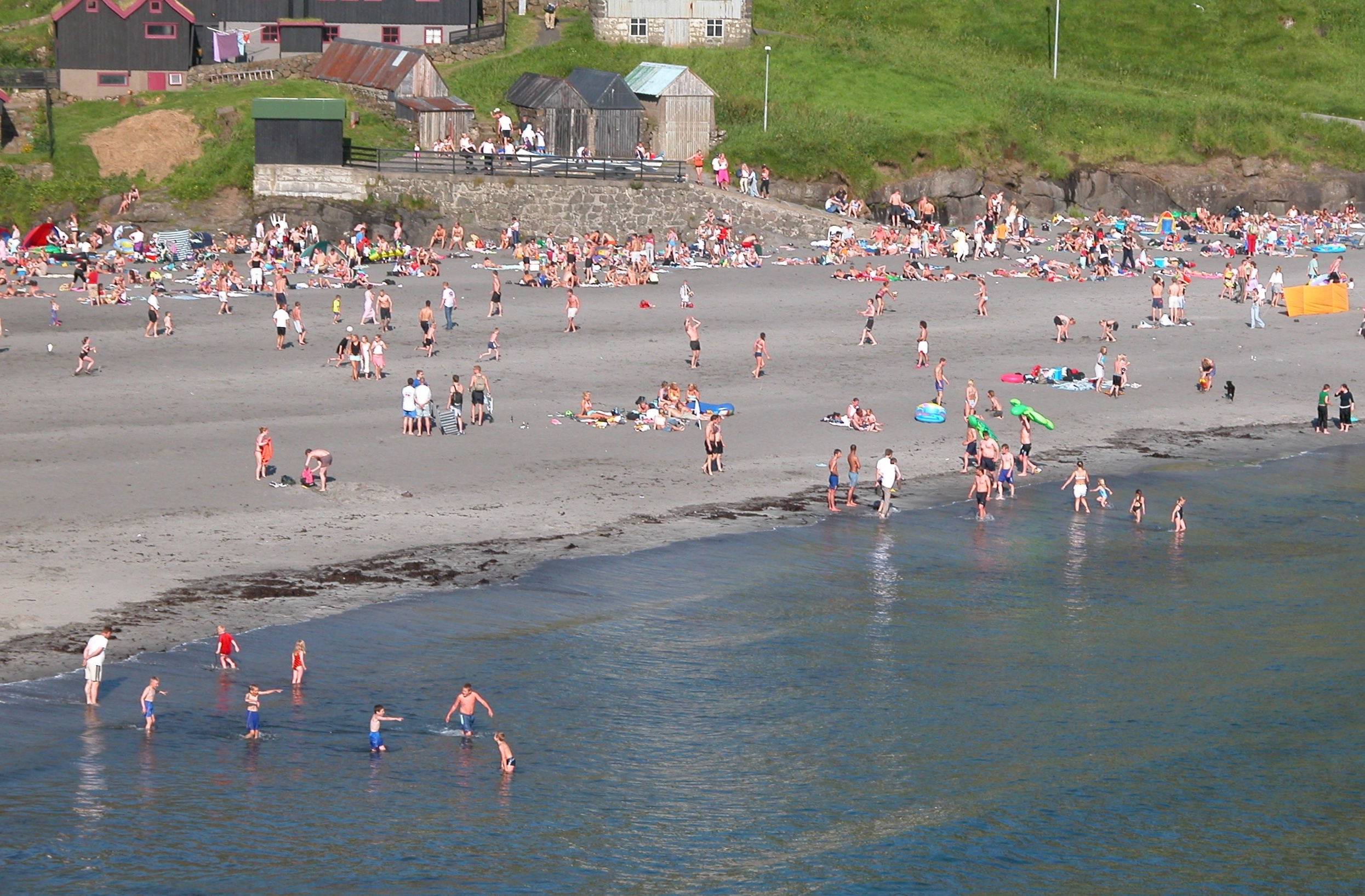
A leynari strand

A sziget nyugati partján fekszik, a Leynasandur nevű homokos partszakasz körüli domboldalakon. Szép homokos  strandja kedvelt rekreációs terület. Keresztülfolyik rajta a Leynará patak. A település feletti völgyben található a Leynavatn tó, amely népszerű a horgászok körében.

## Történelem
Első írásos említése 1584-ből származik.

## Népesség
| Év          | Lakosság |
| ----------- | -------- |
| 1986.01.01. | 71       |
| 1991.01.01. | 92       |
| 1996.01.01. | 84       |
| 2001.01.01. | 98       |
| 2006.01.01. | 118      |

## Közlekedés
A Vestmanna és Tórshavn közötti út mentén fekszik. Itt ágazik le a Skælingurba vezető út. A települést érinti a 100-as buszjárat.
A közelben bukkan a felszínre a Vágatunnilin, a Streymoy és Vágar közötti tenger alatti alagút.

## Turizmus
Napos nyári napokon fürdeni lehet a tiszta, de hideg vízben a homokos strandon.